# Buffalo Bill
Buffalo Bill, vlastním jménem William Frederick Cody (26. února 1846 Le Clair, Iowa – 10. ledna 1917 Denver) byl americký dobrodruh a legendární postava Divokého západu. Svou proslulost získal zejména díky dobrodružným novelám Edwarda Judsona.

## Život
Už ve svých patnácti letech vstoupil na rok (1860–1861) do služeb Pony Expressu. Na koni převážel poštovní zásilky z východního pobřeží na západní přes nebezpečná indiánská území. Po vypuknutí Občanské války sloužil v armádě Unie jako vojenský průzkumník.
Po válce spekuloval s pozemky a v roce 1867 se nechal najmout jako zásobovatel a za 500 dolarů měsíčně dodával bizoní maso pro dělníky pracující na stavbě kansaské pacifické dráhy. Díky této práci získal svou přezdívku a stal se jedním ze symbolů vybíjení bizonů. V letech 1867–1868 (za období 18 měsíců) zabil Buffalo Bill 4280 kusů bizonů (osm denně). Vždy lovil tolik, kolik bylo potřeba pro obživu. Nepodílel se na lovu pro zábavu. V době, kdy byl bizon ve volné přírodě vyhuben, přispělo jeho soukromé stádo bizonů k záchraně druhu.
Roku 1869 si ho jako jeden ze symbolů Divokého západu vybral Edward Judson, zvaný „Buntline“ (česky „Vejtaha“) a sepsal přes 200 románů s Buffalo Billem v titulní úloze (tzv. bufalobilky). Do konce druhé světové války vzniklo 557 takových brakových románů. Kromě toho se Bill stal i hrdinou několika divadelních her. Když totiž na Divoký západ zavítal syn ruského cara, velkokníže Alexej, dostal Buffalo Bill za úkol zorganizovat představení, kde bude hrát hlavní roli. O jedné z těchto divadelních her, Zvědovi prérie, napsal New York Herald: „… Kus tak pitomý a tak špatně zahraný, že je až zajímavý…“.
Buffalo Bill ke své divadelní společnosti přizval i Indiány. Několik měsíců (od léta 1885) s nimi vystupoval i siouxský náčelník Sedící býk, nebo (o rok později) medicinman Černý jelen.
B. Bill ještě krátce pracoval jako šerif a jezdec Wild West Show, než natrvalo zakotvil jako ředitel velké jezdecké show. Myšlenku na ni mu vnukl manažer John Burke. Na její první představení 4. června 1882 dorazilo na 20 000 lidí.
S touto show projel Buffalo Bill celé Spojené státy a později i Evropu. Stanislav Motl zpochybňuje tvrzení Antonína Novotného, ředitele Městského muzea v Praze, že by Buffalo Bill se svou show zamířil v roce 1899 také do Prahy na Štvanici. Teprve v roce 1906 se uskutečnilo turné po Moravě a Slezsku, ve kterém show navštívila Jihlavu, Brno a Opavu. Zachoval se dokument, ve kterém Moravský spolek na ochranu zvířat v Brně požaduje podat na Buffalo Billa trestní oznámení za údajné týrání zvířat.
V roce 1915 skončil Buffalo Bill na ulici. Díky show se však ještě více rozšířila jeho proslulost a on se stal již za života legendou. V pozdějším věku už ani nedokázal rozlišovat mezi tím, co je v jeho životě fakt a co smyšlenka. Proto je nutné k jeho vlastním životopisům přistupovat s rezervou.
Buffalo Bill zemřel na ledvinovou chorobu.